# Безшлюбний тиждень
«Безшлюбний тиждень» (англ. Hall Pass) — американська комедія 2011 братів Фарреллі про сімейні стосунки, коли за відведений час — тиждень повної свободи і нових знайомств — головні герої усвідомлюють, що холостяцьке життя зовсім не таке, як вони собі уявляли, і немає нічого кращого, ніж домашнє вогнище з люблячими і вірними дружинами.

## Сюжет
Головний герой отримує від своєї дружини дозвіл на вільні стосунки з іншими жінками. Схожа ситуація виникає і в сім'ї його найкращого друга. Але коли дружини героїв також вирішують скористатися подібним «пропуском», історія приймає новий зворот.

## Ролі
- Оуен Вілсон як Рік Міллс
- Джейсон Судейкіс як Фред Сірінг
- Дженна Фішер як Меггі Міллс
- Крістіна Епплгейт як Грейс Сірінг
- Джой Бехар як доктор Люсі
- Олександра Даддаріо як Пейдж
- Тайлер Гоглін як Джеррі
- Річард Дженкінс як Коклі
- Ігор Вовковинський як Johnny's Hideaway Tall Stud